# 安代克
安代克（荷蘭語：Andijk）是荷蘭的一個村莊，位於北荷蘭省的西弗里斯蘭地區。自2011年1月1日開始，安代克在行政區劃上屬於梅登布利克。安代克來源於荷蘭語中的aan de dijk一詞，意思是「在堤上」。